# Felsőtárkány, Heves
Felsőtárkány  este un sat în districtul Eger, județul Heves, Ungaria, având o populație de 3.524 de locuitori (2011). 

## Demografie
Componența etnică a satului Felsőtárkány
     Maghiari (94,51%)
     Romi (3,57%)
     Necunoscut (0,52%)
     Alții (1,4%)
Componența confesională a satului Felsőtárkány
     Romano-catolici (56,07%)
     Fără religie (11,63%)
     Reformați (5,22%)
     Atei (1,11%)
     Necunoscută (25,23%)
     Alte religii (2,16%)
Conform recensământului din 2011, satul Felsőtárkány avea 3.524 de locuitori. Din punct de vedere etnic, majoritatea locuitorilor (94,51%) erau maghiari, cu o minoritate de romi (3,57%). Apartenența etnică nu este cunoscută în cazul a 0,52% din locuitori.  Din punct de vedere confesional, majoritatea locuitorilor (56,07%) erau romano-catolici, existând și minorități de persoane fără religie (11,63%), reformați (5,22%) și atei (1,11%). Pentru 25,23% din locuitori nu este cunoscută apartenența confesională.